# Дудет
Дудет (в верховье — Средний Дудет) — река в России, протекает по Тисульскому району Кемеровской области. Впадает в Урюп в 95 км от устья по левому берегу. Длина — 87 км, площадь бассейна — 794 км².

## Описание

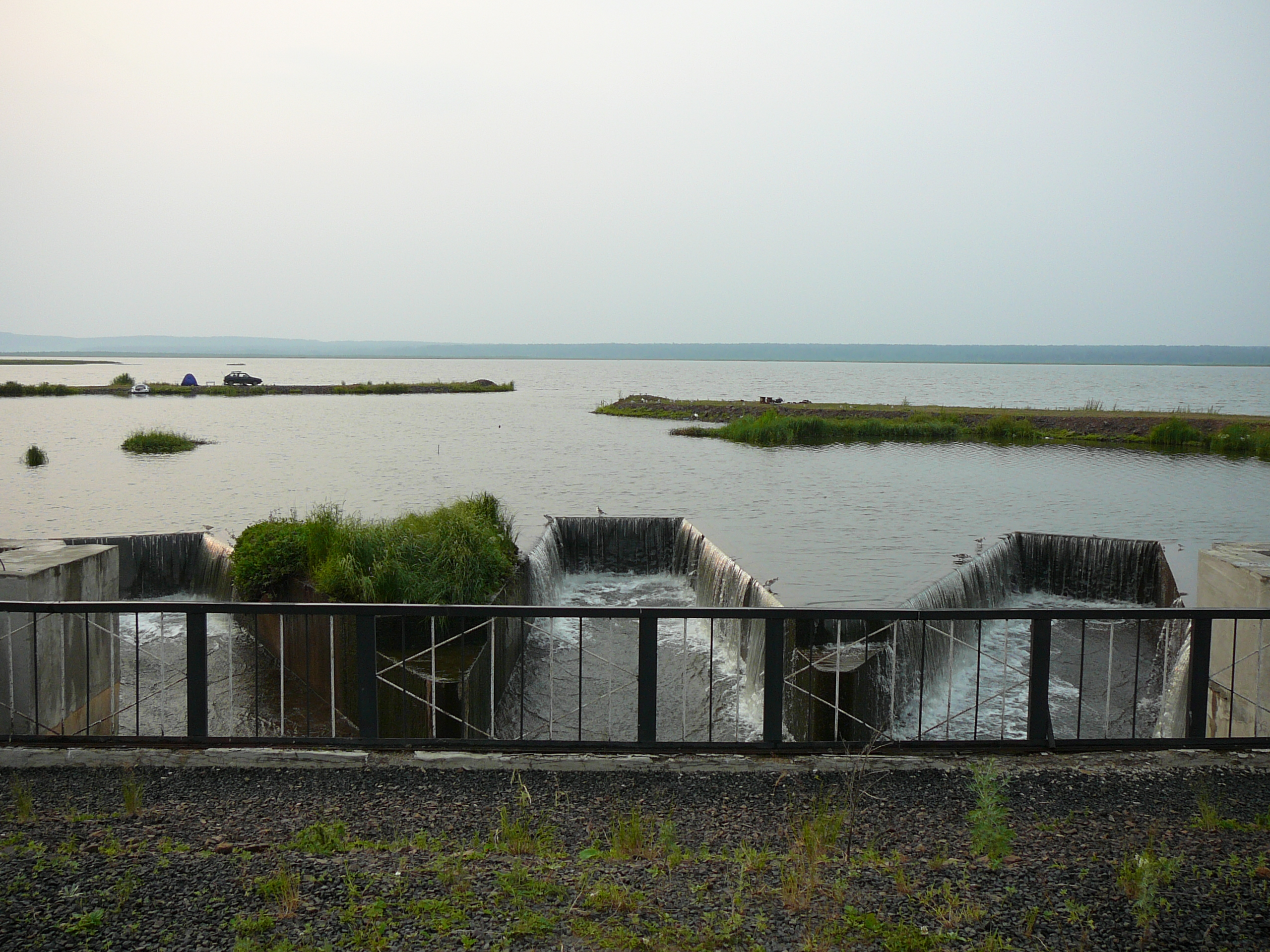
Паводковый водосброс плотины оз. Большой Берчикуль

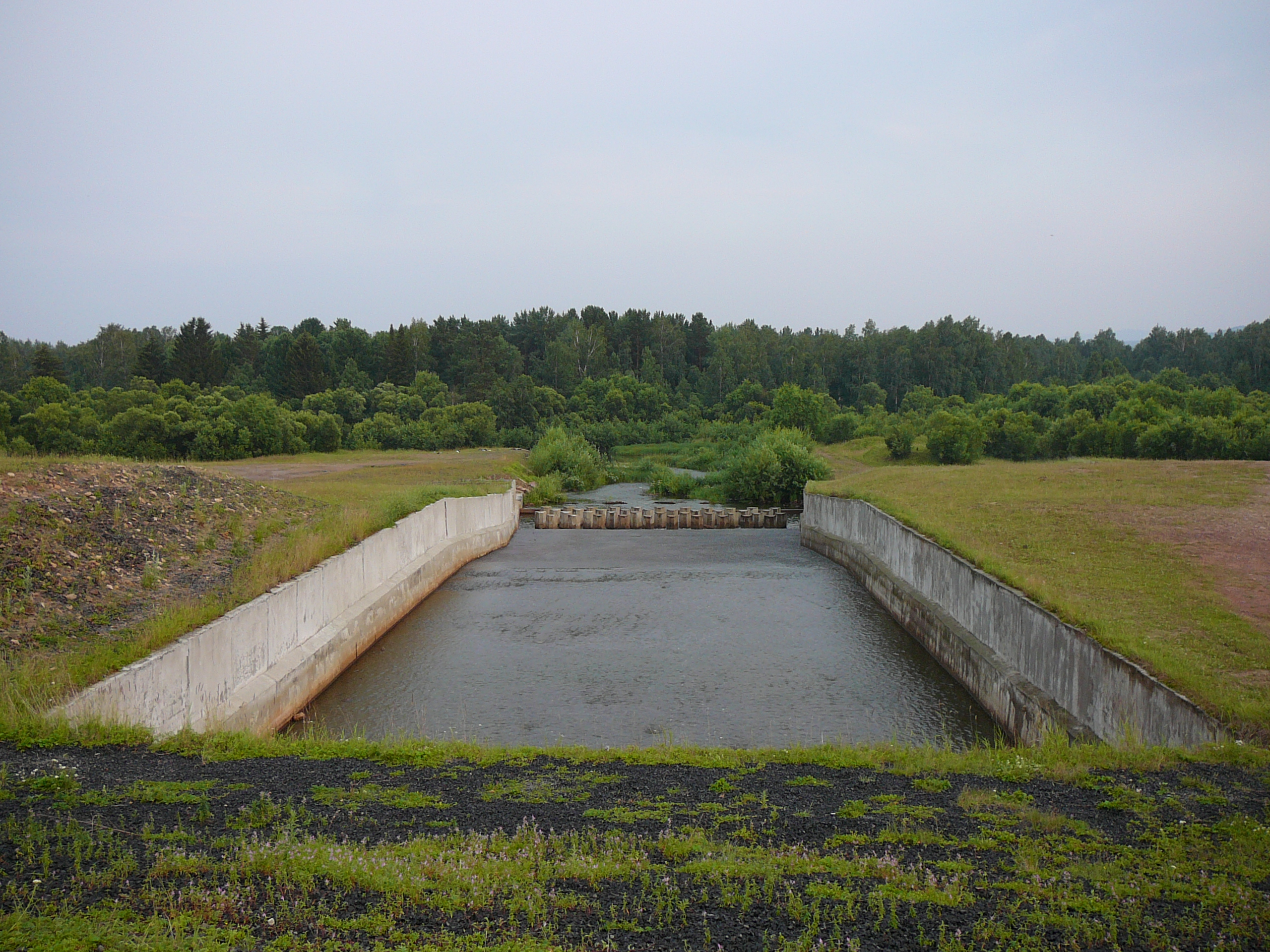
Сброс воды в русло р. Дудет

От истока в болотистой местности, который находится на северо-восточном макросклоне Кузнецкого Алатау, течёт на север. Протекая через озеро Большой Берчикуль, далее течёт в восточном направлении, где впадает в Урюп.
До возведения в конце 1990-х годов водоподъёмной плотины на Большом Берчикуле и перекрытия ею русла Дудета, река сообщалась с озером через протоку, которая проходила через болотистый участок, расположенный в юго-восточной части озера.
Ниже по течению реки у с. Тамбар расположен ещё один гидроузел, который формирует одно из крупнейших водохранилищ Кемеровской области — Дудетское.

## Притоки
От устья к истоку:
- 38 км: Кинжир (пр)
- 44 км: Ир (пр)
- 54 км: Малый Дудет (лв)
- 57 км: Карнагалка (пр)

## Населённые пункты
От истока к устью:
- Городок
- Тамбар
- Новогеоргиевка
- Большепичугино

## Данные водного реестра
По данным государственного водного реестра России относится к Верхнеобскому бассейновому округу.
- Речной бассейн реки — (Верхняя) Обь до впадения Иртыша
- Речной подбассейн реки — Чулым
- Водохозяйственный участок реки — Чулым от истока до г. Ачинск
- Код водного объекта — 13010400112115200015620[4]